# Atol Ujelang
O Atol Ujelang (Wūjlan̄, em Marshalês) é o atol mais ocidental e isolado da República das Ilhas Marshall, está localizado na região da cadeia ralik (Ilhas Ocidentais). Em 1947 foi utilizado como centro de realocação para os habitantes do Atol Enewetak (Atol mais próximo de Ujelang, cerca de 217 Km de distância) em decorrência dos testes nucleares da bomba Ivy Mike realizados pelos Estados Unidos. Também atende pelos nomes Wuidjlang, Arecifos e Providence.  

## Geografia
Ujelang é o 23º maior atol das Ilhas Marshall, é composto por 26 ilhotas (Com cobertura vegetal) e alguns pequenos e rasos bancos de areia. Seu vizinho mais próximo, o Atol Enewetak, encontra-se a cerca de 217 Km de distância, o que torna Ujelang o atol mais isolado das Ilhas Marshall.
A seguir, uma lista com os nomes das ilhotas que compõem Ujelang:
| Nome             | Nota                                                                                    |
| ---------------- | --------------------------------------------------------------------------------------- |
| Ujelang (ilhota) | Regiões: Aneken (Extremo oeste) e Jupanbok (Extremo leste)                              |
| Eneraj           | -                                                                                       |
| Burle            | -                                                                                       |
| Romu             | -                                                                                       |
| Eimnlapp         | -                                                                                       |
| Ennimenetto      | -                                                                                       |
| Kiriniyan        | -                                                                                       |
| Kalo             | -                                                                                       |
| Pyokon           | -                                                                                       |
| Boggelininlapp   | Nome de duas ilhotas adjecentes                                                         |
| Seroko           | -                                                                                       |
| Pokon            | -                                                                                       |
| Bokanibop        | -                                                                                       |
| Bokanibwiebirok  | -                                                                                       |
| Kilagen          | -                                                                                       |
| Bokom            | -                                                                                       |
| Kidenen          | -                                                                                       |
| Bokannelap       | -                                                                                       |
| Maronlik         | -                                                                                       |
| Maron            | -                                                                                       |
| Maronlik*        | Não foi encontrado nehum registro de um possível nome para essa ilhota, apenas citações |
| Enetobal         | Junto à sua ilhota vizinha                                                              |
| Majuro (ilhota)  | Nome de duas ilhotas adjecentes                                                         |
| Daisu            | -                                                                                       |